# Церковь Спаса Нерукотворного Образа (Ильинское)
Церковь Спаса Нерукотворного Образа — недействующий православный храм в селе Ильинском Волоколамского городского округа Московской области. Относится к Волоколамскому благочинию Одинцовской епархии Русской православной церкви.

## История

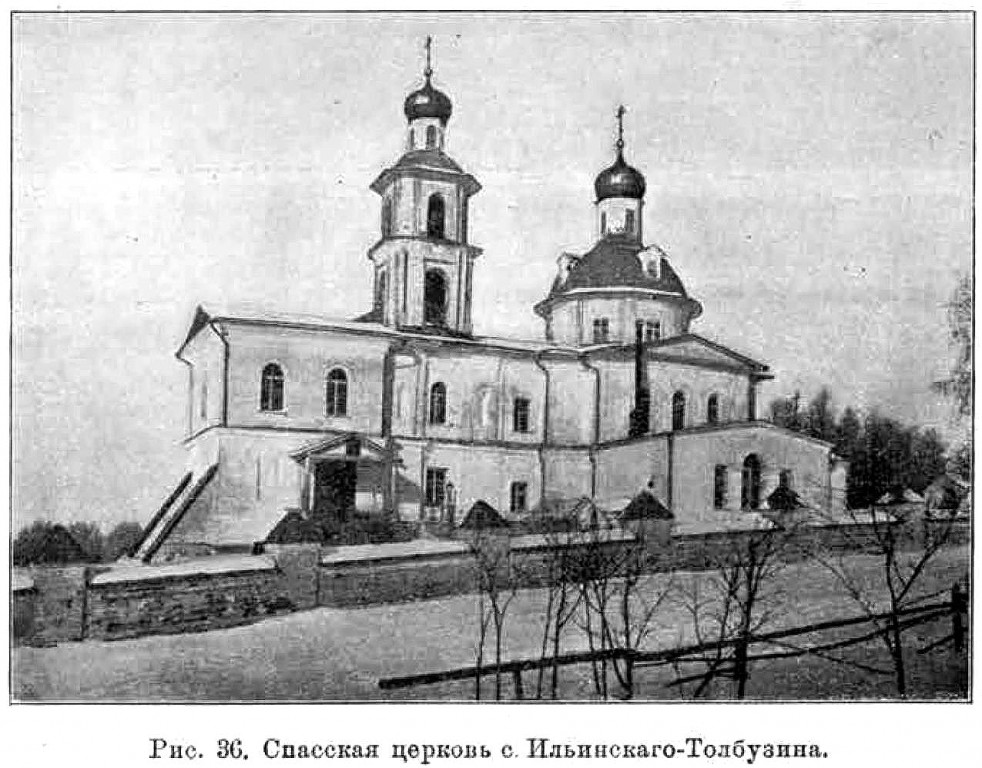
Дореволюционное изображение храма

Кирпичная Спасская церковь в селе Ильинское-Толбузино была построена в 1778 году вместо обветшавшей деревянной церкви Спаса Нерукотворенного образа и Илии (известна с начала XVII века). Средства на её сооружение выделили местные землевладельцы — М. Д. Щетинина, капитан артиллерии Н. И. Арцыбашев и поручик пехоты А. А. Толбузин. Двухэтажное здание церкви представляет собой восьмерик на четверике в стиле русского барокко, с колокольней. Вверху находился Спасский престол, внизу — Благовещенский.
В 1837 году к западному фасаду церкви была пристроена двухэтажная паперть с лестницей. В 1850—1851 годах по инициативе Толбузиных были пристроены боковые приделы — Ильинский и Архангельский. В последующие годы церковь неоднократно перестраивалась. В 1910 году её перестройкой занимался московский архитектор Николай Тютюнов.
Была закрыта в 1930-х годах, в советское время гонений на церкви. В годы Великой Отечественной войны была повреждена, в частности, разрушен купол. После войны не восстанавливалась и дошла до настоящего времени в полуразрушенном состоянии, продолжая разрушаться. Рядом с храмом находится кладбище.
Храм в селе Ильинском является памятником архитектуры.